# 김형철 (가수)
김형철(1961년 1월 7일 ~ 2007년 4월 2일)은 대한민국의 가수이다.

## 생애

### 일생
1985년 언더그라운드 라이브 클럽에서 블루스 록 가수 첫 데뷔하였고 1988년 신화창조라는 록 밴드에서 본격 록 음악가 활동을 시작하였으며, 1991년에는 신촌블루스에서 활동하였다. 그는 이후 영화배우로도 활약을 하였는데 선배 가수 김현식의 일대기를 다룬 《비처럼 음악처럼》에서 김현식 역을 맡았지만 흥행 평 모두 그리 좋지 않았고 뒷날 《노랑머리》란 영화에서  남자 주인공으로 분했다.

### 사망
2007년 4월 2일 오전 7시, 급성 간암으로 사망하였다.

## 학력
- 경상북도 대구 영신고등학교 졸업
- 성균관대학교 물리학과 학사

## 같이 보기
- 신촌 블루스
- 신화창조

1. ↑  “요절「언더」歌手(가수) 김현식役(역)…演技(연기)에 애착 가수 김형철 영화「비처럼…」출연”. 동아일보. 1991년 10월 18일. 2024년 5월 20일에 확인함.
2. ↑  “어떤 영화인가 소외받은 세사람의 일탈과 사랑”. 경향신문. 1999년 3월 23일. 2024년 5월 20일에 확인함.